# Petr Svěcený
Petr Svěcený (* 14. června 1974) je český sportovní moderátor a komentátor.

## Kariéra
Absolvoval Vysokou školu ekonomickou, ale tomuto oboru se nevěnuje. Je známý především jako sportovní komentátor v O2 TV, dříve v České televizi. Je šéfredaktorem stanice O2 TV Sport. Komentuje především fotbalové zápasy, na něž se specializuje. Je moderátor fotbalové talkshow TIKI-TAKA.